# Ельжбетув (Ґарволінський повіт)
Ельжбетув (пол. Elżbietów) — село в Польщі, у гміні Троянув Ґарволінського повіту Мазовецького воєводства.
Населення — 85 осіб (2011).
У 1975-1998 роках село належало до Седлецького воєводства.

## Демографія
Демографічна структура станом на 31 березня 2011 року:
|          | Загалом | Допрацездатний вік | Працездатний вік | Постпрацездатний вік |
| -------- | ------- | ------------------ | ---------------- | -------------------- |
| Чоловіки | 42      | 8                  | 25               | 9                    |
| Жінки    | 43      | 6                  | 22               | 15                   |
| Разом    | 85      | 14                 | 47               | 24                   |